# Referendum abrogativo in Italia del 1999
Il referendum abrogativo in Italia del 1999 si tenne il 18 aprile ed ebbe ad oggetto l'abolizione della quota proporzionale prevista dalla legge elettorale.
Alla consultazione parteciparono il 49,6% degli elettori che si espressero per il "sì" al quesito (91,5%): erano circa 150 000 i voti mancanti per superare il quorum del 50%.
La Corte costituzionale, in sede di giudizio di ammissibilità della richiesta di referendum, ne escluse espressamente la natura manipolativa: l'abrogazione del riparto proporzionale del 25% dei seggi, non assegnati nei collegi uninominali, non si sarebbe tradotta nella produzione di nuove norme (nella specie, in ordine all'aumento del numero dei collegi e alla loro conformazione), ma nell'espansione di una norma già esistente, già contenuta nella legge elettorale, basata sul recupero dei candidati nei collegi uninominali con le cifre elettorali individuali più elevate (al pari di quanto previsto per l'elezione del Senato). La normativa di risulta, dunque, non avrebbe determinato alcuna lacuna, caratterizzandosi invece come auto-applicativa.
Nel 2020, la Corte costituzionale dichiarerà inammissibile un quesito referendario volto ad abolire la quota proporzionale prevista dalla legge elettorale (legge Rosato), denunciandone, in questo caso, il carattere "eccessivamente manipolativo".

## Premessa storica
Dopo il fallimento della bicamerale presieduta da Massimo D'Alema, due comitati si mossero per arrivare definitivamente alla riforma del sistema elettorale maggioritario: quello formato da Mario Segni e Antonio Di Pietro e l'iniziativa autonoma della Lista Pannella.
Dopo il voto degli italiani nei referendum del 1991 e 1993 a favore del sistema elettorale maggioritario, e dopo il voto parlamentare che introdusse la legge Mattarella che prevedeva il sistema maggioritario per l'elezione di Camera e Senato, mantenendo tuttavia un 25% di seggi assegnati con metodo proporzionale, si richiedeva una nuova abrogazione delle leggi elettorali di Camera e Senato (i Radicali avevano già presentato quesiti analoghi nel 1995 e 1997).
Le due iniziative in materia elettorale avevano inizialmente obiettivi diversi, tuttavia ben presto i referendari unirono le forze in un'unica richiesta che mirava ad eliminare la regola (e le disposizioni collegate) del voto di lista quale presupposto per l'assegnazione, con metodo proporzionale, del 25% dei seggi per l'elezione dei deputati.
Anche in questo caso la strategia scelta per boicottare il referendum, da parte dei partiti contrari, fu quella di invitare gli elettori a non presentarsi alle urne: d'altronde la politica estera aveva in quel frangente la maggiore attenzione dei mezzi di comunicazione, essendo in corso la guerra del Kosovo, di cui l'Italia era partecipe.

## Quesito
- Colore scheda: giallo
- Titolo: Abolizione della quota proporzionale nelle elezioni della Camera dei deputati (primo tentativo).
- Descrizione: Promosso da Mario Segni e Antonio Di Pietro.

## Posizioni dei partiti

### Sí
- Patto Segni
- Lista Bonino
- I Democratici
- Democratici di Sinistra
- Alleanza Nazionale
- Centro Cristiano Democratico

### No
- Rifondazione Comunista
- Partito dei Comunisti Italiani

### Astensione
- Partito Popolare Italiano
- Lega Nord

### Libertà di voto
- Forza Italia

## Risultati
I risultati di seguito indicati non tengono conto del voto degli italiani all'estero.
| Sì                          | 21 161 866 | 91,52 |  |  |  |  |  |  |
| No                          | 1 960 022  | 8,48  |  |  |  |  |  |  |
| Totale                      | 23 121 888 | 100   |  |  |  |  |  |  |
|                             |            |       |  |  |  |  |  |  |
| Schede bianche              | 566 065    | 2,32  |  |  |  |  |  |  |
| Schede nulle                | 759 568    | 3,11  |  |  |  |  |  |  |
| Votanti                     | 24 447 521 | 49,58 |  |  |  |  |  |  |
| Elettori                    | 49 309 060 |       |  |  |  |  |  |  |
|                             |            |       |  |  |  |  |  |  |
| Esito: Quorum non raggiunto |            |       |  |  |  |  |  |  |

## Critiche
I promotori, subito dopo l'esito, contestarono la presenza di molte liste elettorali «gonfiate» a causa della mancata cancellazione di persone ormai scomparse da anni. Si contestò, inoltre, il Voto degli italiani residenti all'estero dove, a fronte di 2 351 306 di italiani residenti all'estero, solo lo 0,5% di questi entrarono in possesso del certificato elettorale necessario per votare.